# Жовтушник лісовий
Жовтушник лісовий (Erysimum aureum) — вид рослин з родини капустяних (Brassicaceae); населяє східну Європу, Кавказ, Іран.

## Опис
Дворічна рослина 50–50 см. Стручки в 2–5 разів довше плодоніжки, горизонтальні або косо вгору стоять, трохи Бугрувате, 2–5 см завдовжки, з тонким стовпчиком і 2-лопатевим рильцем. Пелюстки яскраво-жовті або помаранчеві, 10–12 мм завдовжки. Стебло і пелюстки запушені 3 або 4-роздільними волосками.

## Поширення
Населяє східну Європу, Кавказ, Іран.
В Україні вид зростає у чагарниках, лісах — у Розточчі-Опіллі та Лісостепу, особливо багато в Донецькому, рідше в Лівобережному Лісостепу.